# Gerry Roufs
Gerry Roufs (1953-1997) fue un deportista canadiense que compitió en vela en la clase 470. Ganó una medalla de plata en el Campeonato Mundial de 470 de 1978.

## Palmarés internacional
| Campeonato Mundial | Campeonato Mundial | Campeonato Mundial | Campeonato Mundial |
| Año                | Lugar              | Medalla            | Clase              |
| ------------------ | ------------------ | ------------------ | ------------------ |
| 1978               | Marstrand (Suecia) | Medalla de plata   | 470                |